# Доњи Схолари
Доњи Схолари (грч. Κάτω Σχολάρι, Като Схолари) је насељено место у општини Седес у периферији Средишња Македонија, Грчка. Према попису из 2021. године било је 1.963 становника.
Према бугарском географу и историчару, Василу Канчову, у Доњим Схоларима је 1900. године живело 470 Турака. После Балканских ратова почело је исељавање турског становништва, тако је 1918. године остало само 10 житеља. После 1919. године почело је насељавање грчких избеглица из Турске којих је 1920. било 477. Године 1924. насељена је још 171 избегличка породица, укупно 574 особа. На попису из 1928. године Доњи Схолари су имали 619 становника. Село се раније звало Адали.